# 江西建設銀行
江西建設銀行是1930年3月21日由江西省建設廳組建創辦的，總行設在南昌。當年12月正式開業，資本定額為100萬元，由江西省金庫撥50萬資本。
1932年，江西建設銀行得到政府批准，發行50萬串輔幣券，分做10枚、50枚、100枚三種。依據1933年-1936年的金融數據的《銀行年鑒》記載，這四年總共發行1,344,000元、937,760元、910,472元、745,080元。
1946年，江西建設銀行合併到江西裕民銀行。
1948年，再度招股組建，成立完全商辦的江西建設銀行。